# Ouagadougou
Ouagadougou (pronunție AFI: /ˌwɑgəˈduːguː/) este capitala statului Burkina Faso. Centru administrativ, cultural și economic, este cel mai mare oraș al țării, cu o populație de 1.475.223 locuitori (în 2006). Cuvântul de origine al Ouagadougou este Wogodogo și semnifică "locul în care oamenii sunt respectați". Traducerea fonetică a franțuzescului Ouagadougou este Uagadugu.

## Personalități născute aici
- Blaise Compaoré (n. 1951), președinte al statului.

## Orașe înfrățite
- Québec City, Québec, Canada
- Lyon, Franța
- Grenoble, Franța
- Torino, Italia
- San Miniato, Italia
- Leuze-en-Hainaut, Belgia
- Kuwait City, Kuwait